# 程训钊
程训钊（1991年2月9日—），江苏徐州人，中国柔道运动员。

## 生平
2016年8月，他赴巴西参加第31届夏季奥运，并在柔道男子90公斤级项目上获得铜牌，成为首位获得奥运奖牌的中国男子柔道运动员。